# Stroncium-nitrát
A stroncium-nitrát egy szervetlen vegyület, melynek kémiai képlete Sr(NO3)2. Ezt a színtelen szilárd anyagot a pirotechnikában a vörös szín előállításához használják. Ezen kívül ugyanitt oxidáló közegként is alkalmazzák. A stroncium-nitrát hőbomlása 570 °C feletti hőmérsékleten megy végbe, amely során stroncium-oxid, nitrogén-dioxid és oxigén keletkezik:
Sr(NO3)2 → 2SrO + 4NO2 + O2

## Előállítása

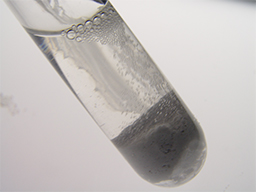
A salétromsav és a stroncium-karbonát reakciója, melyből létrejön a stroncium-nitrát.

A stroncium-nitrátot leggyakrabban salétromsav és stroncium-karbonát reakciójából állítják elő.
2 HNO3(aq)  +  SrCO3(s)  → Sr(NO3)2(aq) + H2O(l) + CO2(g)

## Felhasználása
A többi stronciumsóhoz hasonlóan a stroncium-nitrátot is használja a pirotechnikai ipar a tűzijátékok sötét vörös színének előállításához. A só oxidációs képessége ezekben a helyzetekben pozitívumnak számít.